# Manuel Garcia-Rulfo
Manuel García Rulfo, né le 25 février 1981 à Guadalajara (Mexique)  de Grace Rulfo et Garcia Rulfo, est un acteur mexicain.

## Filmographie

### Télévision
- 2013 : Touch : père Esteban
- 2014-2016 : Une nuit en enfer, la série : Narciso Menendez
- 2018 : Goliath : Gabriel Ortega
- 2022- : La Défense Lincoln (The Lincoln Lawyer) : Mickey Haller

### Cinéma
- 2014 : Cake : Arturo
- 2016 : Les Sept Mercenaires : Vasquez
- 2017 : Le Crime de l'Orient-Express : Biniamino Marquez
- 2018 : Les Veuves (Widows) de Steve McQueen : Carlos Perelli
- 2018 : Sicario: La Guerre des cartels (Sicario: Day of the Soldado) : Gallo
- 2019 : Mary de Michael Goi : Mike Álvarez
- 2019 : Six Underground de Michael Bay : Trois / Javier
- 2020 : USS Greyhound : La Bataille de l'Atlantique (Greyhound) d'Aaron Schneider
- 2021 : Sweet Girl de Brian Andrew Mendoza
- 2022 : Le Pire Voisin au monde (A Man Called Otto) de Marc Forster : Tommy
- 2024 : Pedro Páramo de Rodrigo Prieto
- 2025 : Jurassic World : Renaissance (Jurassic World Rebirth) de Gareth Edwards : Reuben Delgado